# Li Juan
Li Juan (chinesisch 李娟, Pinyin Lǐ Juān; * 15. Mai 1981 in Tianjin) ist eine chinesische Volleyballspielerin.
Li Juan spielte von 2002 bis 2010 in der chinesischen Nationalmannschaft als Außenangreiferin und gewann bei den Olympischen Spielen 2008 in Peking die Bronzemedaille. Li wurde 2005 auch Asienmeisterin und gewann zweimal die Asienspiele.